# It Takes 2
It Takes 2 war eine fünfteilige Musikshow des Senders RTL mit Gesangsdarbietungen von Prominenten, die üblicherweise nicht als Sänger bzw. Sängerinnen auftreten. Sie wurde im November 2016 aufgezeichnet und vom 15. Januar 2017 bis zum 12. Februar 2017 ausgestrahlt. Die Sendung wurde von Daniel Hartwich und Julia Krüger moderiert. Annett Möller ging als Siegerin hervor.

## Jury und Mentoren
Die Jury bestand aus Conchita Wurst, Álvaro Soler und Angelo Kelly. In der Auftaktsendung beurteilten sie die einzelnen Auftritte, vergaben jedoch noch keine Punkte, da in dieser Sendung nur die neun Interpreten auf die drei Mentoren verteilt wurden.
Die Mentoren – Tom Gaebel, Christina Stürmer und Gil Ofarim – konnten in der Auftaktsendung die Auftritte der Interpreten lediglich hören, aber nicht sehen, und mussten sich nach jeder Runde mit jeweils drei Auftritten entscheiden, wer welchen Interpreten in den Folgesendungen unterstützen wird.

## Auftaktsendung
In der Auftaktsendung fanden drei Runden statt, in der jeweils drei Interpreten auftraten. Nachdem eine Runde abgeschlossen war, musste sich jeder Mentor für jeweils einen Interpreten dieser Runde entscheiden, wobei in jeder Runde das Erstwahlrecht wechselte, so dass es jedem Mentor einmal zufiel. Folgende Titel wurden dargeboten:
| Runde | Interpret               | Titel und Originalinterpret                                        | Mentor            |
| ----- | ----------------------- | ------------------------------------------------------------------ | ----------------- |
| 1     | Rebecca Siemoneit-Barum | Set Fire to the Rain von Adele                                     | Gil Ofarim        |
| 1     | Dave Davis              | Auf anderen Wegen von Andreas Bourani                              | Christina Stürmer |
| 1     | Kolja Kleeberg          | Ring of Fire von Johnny Cash                                       | Tom Gaebel        |
| 2     | Annett Möller           | She Works Hard for the Money von Donna Summer                      | Tom Gaebel        |
| 2     | Mimi Fiedler            | Love Yourself von Justin Bieber                                    | Gil Ofarim        |
| 2     | André Dietz             | Ein Kompliment von Sportfreunde Stiller                            | Christina Stürmer |
| 3     | Hana Nitsche            | A Natural Woman von Aretha Franklin                                | Tom Gaebel        |
| 3     | Isabel Edvardsson       | Sway von Michael Bublé                                             | Christina Stürmer |
| 3     | Matthias Steiner        | Ohne dich (schlaf ich heut Nacht nicht ein) von Münchener Freiheit | Gil Ofarim        |

## Zweite Sendung
In der zweiten Sendung traten die Interpreten gemeinsam mit ihrem Mentor in einem Duett an und wurden anschließend von der Jury mit bis zu zehn Punkten bewertet, wobei auch eine Wertung mit halben Punkten möglich war.
Folgende Titel wurden dargeboten:
| Platz | Auftritt | Interpret und Mentor                   | Titel und Originalinterpret                                                          | Punkte | Punkte | Punkte | Punkte | Prozent |
| Platz | Auftritt | Interpret und Mentor                   | Titel und Originalinterpret                                                          | Soler  | Wurst  | Kelly  | Total  | Prozent |
| ----- | -------- | -------------------------------------- | ------------------------------------------------------------------------------------ | ------ | ------ | ------ | ------ | ------- |
| 1     | 7        | Kolja Kleeberg & Tom Gaebel            | Ich wäre gern wie Du von Klaus Havenstein & Edgar Ott (aus Das Dschungelbuch (1967)) | 9,0    | 9,0    | 9,0    | 27,0   | —       |
| 2     | 9        | Dave Davis & Christina Stürmer         | Ain’t No Mountain High Enough von Marvin Gaye                                        | 8,5    | 9,0    | 8,5    | 26,0   | —       |
| 3     | 2        | Rebecca Siemoneit-Barum & Gil Ofarim   | You’re the One That I Want von John Travolta & Olivia Newton-John                    | 7,5    | 8,5    | 9,0    | 25,0   | —       |
| 4     | 1        | Annett Möller & Tom Gaebel             | Don’t Go Breaking My Heart von Elton John & Kiki Dee                                 | 8,0    | 8,0    | 8,0    | 24,0   | —       |
| 5     | 8        | Mimi Fiedler & Gil Ofarim              | Use Somebody von Kings of Leon                                                       | 8,0    | 8,0    | 8,0    | 24,0   | —       |
| 6     | 5        | Matthias Steiner & Gil Ofarim          | Still von Jupiter Jones                                                              | 9,0    | 7,0    | 6,5    | 22,5   | —       |
| 7     | 3        | André Dietz & Christina Stürmer        | Ohne Dich von Selig                                                                  | 8,5    | 7,0    | 6,5    | 22,0   | 40 %    |
| 8     | 4        | Hana Nitsche & Tom Gaebel              | Ain’t Nobody von Chaka Khan                                                          | 7,0    | 7,0    | 7,5    | 21,5   | 16 %    |
| 9     | 6        | Isabell Edvardsson & Christina Stürmer | Don’t Dream It’s Over von Crowded House                                              | 6,5    | 7,0    | 7,5    | 21,0   | 44 %    |

Die Spalte Auftritt zeigt die Reihenfolge der jeweiligen Darbietung an. Die gelb hervorgehobenen Auftritte belegten einen der drei letzten Plätze nach der Jurywertung und befanden sich damit in der sogenannten Gefahrenzone. Das Studiopublikum bestimmte in einer geheimen Wahl, welche beiden der drei Sänger die nächste Sendung erreichten. Der Interpret mit den wenigsten Stimmen schied aus.

## Dritte Sendung
In der dritten Sendung traten die Kandidaten wieder gemeinsam mit ihrem Mentor in einem Duett auf. Außerdem boten alle drei Teams je einen gemeinsamen Song dar, der jedoch nicht von der Jury bewertet wurde. In dieser Sendung schieden zwei Interpreten aus.
Folgende Titel wurden dargeboten:
| Platz | Auftritt | Interpret und Mentor                  | Titel und Originalinterpret                                      | Punkte | Punkte | Punkte | Punkte | Prozent |
| Platz | Auftritt | Interpret und Mentor                  | Titel und Originalinterpret                                      | Soler  | Wurst  | Kelly  | Total  | Prozent |
| ----- | -------- | ------------------------------------- | ---------------------------------------------------------------- | ------ | ------ | ------ | ------ | ------- |
| 1     | 11       | Dave Davis & Christina Stürmer        | Halt Dich an mir fest von Revolverheld feat. Marta Jandová       | 9,0    | 9,0    | 9,5    | 27,5   | —       |
| 2     | 1        | André Dietz & Christina Stürmer       | Let Me Entertain You von Robbie Williams                         | 8,5    | 9,0    | 9,5    | 27,0   | —       |
| 3     | 2        | Kolja Kleeberg & Tom Gaebel           | Just A Gigolo von Louis Prima                                    | 8,0    | 8,5    | 8,0    | 24,5   | —       |
| 3     | 6        | Annett Möller & Tom Gaebel            | (I’ve Had) The Time of My Life von Bill Medley & Jennifer Warnes | 8,0    | 7,5    | 9,5    | 24,5   | —       |
| 3     | 9        | Mimi Fiedler & Gil Ofarim             | Atemlos durch die Nacht von Helene Fischer                       | 7,5    | 8,5    | 8,5    | 24,5   | —       |
| 6     | 3        | Rebecca Siemoneit-Barum & Gil Ofarim  | Human von Rag ’n’ Bone Man                                       | 6,5    | 7,0    | 7,5    | 21,0   | 57 %    |
| 7     | 8        | Isabel Edvardsson & Christina Stürmer | I’m So Excited von Pointer Sisters                               | 7,0    | 6,5    | 7,0    | 20,5   | 19 %    |
| 8     | 5        | Matthias Steiner & Gil Ofarim         | Hotel California von Eagles                                      | 6,0    | 5,0    | 6,0    | 17,0   | 24 %    |
| —     | 4        | Team Christina Stürmer                | Seite an Seite von Christina Stürmer                             | —      | —      | —      | —      | —       |
| —     | 7        | Team Gil Ofarim                       | Sex On Fire von Kings of Leon                                    | —      | —      | —      | —      | —       |
| —     | 10       | Team Tom Gaebel                       | Wonderful World von Sam Cooke                                    | —      | —      | —      | —      | —       |

Die Spalte Auftritt zeigt die Reihenfolge der jeweiligen Darbietung an. Die gelb hervorgehobenen Auftritte belegten einen der drei letzten Plätze nach der Jurywertung und befanden sich somit in der Gefahrenzone. Das Studiopublikum bestimmte in einer geheimen Wahl, welcher der drei Sänger die nächste Sendung erreichte. Die beiden Interpreten mit den wenigsten Stimmen schieden aus.

## Vierte Sendung
In der vierten Sendung traten die Kandidaten jeweils mit einem Duett gemeinsam mit ihrem Mentor sowie zusätzlich einem Solo auf.
Folgende Titel wurden dargeboten:
| Platz | Auftritt | Interpret (und Mentor bei Duett)     | Titel und Originalinterpret                         | Punkte | Punkte | Punkte | Punkte | Gesamt- punkte | Prozent |
| Platz | Auftritt | Interpret (und Mentor bei Duett)     | Titel und Originalinterpret                         | Soler  | Wurst  | Kelly  | Total  | Gesamt- punkte | Prozent |
| ----- | -------- | ------------------------------------ | --------------------------------------------------- | ------ | ------ | ------ | ------ | -------------- | ------- |
| 1     | 5        | Rebecca Siemoneit-Barum & Gil Ofarim | Lovefool von The Cardigans                          | 9,5    | 9,5    | 9,0    | 28,0   | 58,0           | —       |
| 1     | 10       | Rebecca Siemoneit-Barum              | What The World Needs Now Is Love von Dionne Warwick | 10,0   | 10,0   | 10,0   | 30,0   | 58,0           | —       |
| 2     | 6        | Annett Möller & Tom Gaebel           | Hello von Lionel Richie                             | 9,5    | 8,5    | 9,5    | 27,5   | 55,0           | —       |
| 2     | 12       | Annett Möller                        | Proud Mary von Tina Turner                          | 9,5    | 9,5    | 8,5    | 27,5   | 55,0           | —       |
| 3     | 1        | Dave Davis & Christina Stürmer       | Isn't She Lovely von Stevie Wonder                  | 9,0    | 9,5    | 9,0    | 27,5   | 53,0           | —       |
| 3     | 9        | Dave Davis                           | 80 Millionen von Max Giesinger                      | 8,0    | 9,0    | 8,5    | 25,5   | 53,0           | —       |
| 4     | 8        | Kolja Kleeberg & Tom Gaebel          | All for Love von Bryan Adams, Rod Stewart und Sting | 9,0    | 9,5    | 7,0    | 25,5   | 50,0           | 15 %    |
| 4     | 2        | Kolja Kleeberg                       | Ich war noch niemals in New York von Udo Jürgens    | 8,0    | 9,0    | 7,5    | 24,5   | 50,0           | 15 %    |
| 5     | 11       | André Dietz & Christina Stürmer      | Kinder an die Macht von Herbert Grönemeyer          | 8,0    | 8,0    | 8,5    | 24,5   | 48,5           | 68 %    |
| 5     | 4        | André Dietz                          | Reality von Richard Sanderson                       | 7,5    | 8,0    | 8,5    | 24,0   | 48,5           | 68 %    |
| 6     | 3        | Mimi Fiedler & Gil Ofarim            | Sweet Dreams/Pokerface von Eurythmics/Lady Gaga     | 7,5    | 8,0    | 8,0    | 23,5   | 47,0           | 17 %    |
| 6     | 7        | Mimi Fiedler                         | Manic Monday von The Bangles                        | 8,0    | 8,0    | 7,5    | 23,5   | 47,0           | 17 %    |

Die Spalte Auftritt zeigt die Reihenfolge der jeweiligen Darbietung an. Die gelb hervorgehobenen Auftritte belegten einen der drei letzten Plätze nach der Jurywertung und befanden sich somit in der Gefahrenzone. Das Studiopublikum bestimmte in einer geheimen Wahl, welcher der drei Sänger die nächste Sendung erreichte. Der beiden Interpreten mit den wenigsten Stimmen schieden aus.

## Fünfte Sendung (Finale)
Im Finale traten die Kandidaten mit jeweils zwei Duetten an. Das erste Duett erfolgte gemeinsam mit ihrem Mentor. Im zweiten Duett wurden die Kandidaten von einem Gaststar begleitet und boten einen Titel von dem jeweiligen Gaststar dar. Nach der ersten Runde schied ein Kandidat aus und die verbliebenen drei sangen noch einmal einen Titel, der in einer früheren Sendung schon einmal aufgeführt wurde. Aufgrund nicht zufriedenstellender Einschaltquoten der ersten vier Sendungen hat der Sender RTL das Finale auf den späten Abend verschoben, so dass es erst gegen 23.20 Uhr begann und um 1.40 Uhr endete.
Folgende Titel werden in der ersten Runde des Finales dargeboten:
| Platz | Auftritt | Interpret & Mentor/Gaststar             | Titel und Originalinterpret                                                                 | Punkte | Punkte | Punkte | Punkte | Gesamt- punkte | Prozent |
| Platz | Auftritt | Interpret & Mentor/Gaststar             | Titel und Originalinterpret                                                                 | Soler  | Wurst  | Kelly  | Total  | Gesamt- punkte | Prozent |
| ----- | -------- | --------------------------------------- | ------------------------------------------------------------------------------------------- | ------ | ------ | ------ | ------ | -------------- | ------- |
| 1     | 4        | Annett Möller & Tom Gaebel              | That's What Friends Are For von Dionne Warwick, Gladys Knight, Stevie Wonder und Elton John | 10,0   | 10,0   | 10,0   | 30,0   | 57,5           | —       |
| 1     | 8        | Annett Möller & Heinz Rudolf Kunze      | Dein ist mein ganzes Herz                                                                   | 9,5    | 10,0   | 8,0    | 27,5   | 57,5           | —       |
| 2     | 2        | Rebecca Siemoneit-Barum & Gil Ofarim    | Bonnie & Clyde von Henning Wehland und Sarah Connor                                         | 9,5    | 9,0    | 9,5    | 28,0   | 55,0           | 49 %    |
| 2     | 6        | Rebecca Siemoneit-Barum & Wincent Weiss | Musik sein                                                                                  | 8,5    | 9,5    | 9,0    | 27,0   | 55,0           | 49 %    |
| 2     | 1        | Dave Davis & Christina Stürmer          | Locked out of Heaven von Bruno Mars                                                         | 8,5    | 8,5    | 9,0    | 26,0   | 55,0           | 30 %    |
| 2     | 5        | Dave Davis & Matt Simons                | Catch & Release                                                                             | 9,0    | 10,0   | 10,0   | 29,0   | 55,0           | 30 %    |
| 4     | 3        | André Dietz & Christina Stürmer         | Chasing Cars von Snow Patrol                                                                | 8,0    | 8,5    | 8,5    | 25,0   | 52,5           | 21 %    |
| 4     | 7        | André Dietz & Laith Al Deen             | Bilder von Dir                                                                              | 9,5    | 9,0    | 9,0    | 27,5   | 52,5           | 21 %    |

Die Spalte Auftritt zeigt die Reihenfolge der jeweiligen Darbietung an. Die gelb hervorgehobenen Auftritte belegten einen der drei letzten Plätze nach der Jurywertung und befanden sich somit in der Gefahrenzone. Das Studiopublikum bestimmte in einer geheimen Wahl, welche Sänger die Endrunde erreichten. Der Interpret mit den wenigsten Stimmen schied aus.
In der Endrunde des Finales wurden folgende Titel dargeboten:
| Platz | Auftritt | Interpret und Mentor                 | Titel und Originalinterpret                          | Punkte | Punkte | Punkte | Punkte | Punkte Publikum | Punkte Gesamt |
| Platz | Auftritt | Interpret und Mentor                 | Titel und Originalinterpret                          | Soler  | Wurst  | Kelly  | Total  | Punkte Publikum | Punkte Gesamt |
| ----- | -------- | ------------------------------------ | ---------------------------------------------------- | ------ | ------ | ------ | ------ | --------------- | ------------- |
| 1     | 3        | Annett Möller & Tom Gaebel           | Don't Go Breaking My Heart von Elton John & Kiki Dee | 10,0   | 10,0   | 9,0    | 29,0   | 38,0            | 67,0          |
| 2     | 1        | Rebecca Siemoneit-Barum & Gil Ofarim | Set Fire To The Rain von Adele                       | 9,5    | 10,0   | 10,0   | 29,5   | 34,0            | 63,5          |
| 3     | 2        | Dave Davis & Christina Stürmer       | Auf anderen Wegen von Andreas Bourani                | 10,0   | 10,0   | 10,0   | 30,0   | 28,0            | 58,0          |

Die Spalte Auftritt zeigt die Reihenfolge der jeweiligen Darbietung an. Das Studiopublikum stimmte in einer geheimen Wahl über die Auftritte der Endrunde ab. Die Prozentwerte der Abstimmung wurden in Punkte umgewandelt und zu den Jurypunkten addiert. Annett Möller entschied die Endrunde für sich.